# Земо Амірні
Земо Амірні (груз. ზემო ამირნი) — село в Грузії.
За даними перепису населення 2014 року в селі проживає 66 осіб.